# Двойственные изображения
Двойственные изображения или обратимые фигуры — это оптическая иллюзия, которая использует графическую схожесть и свойства зрительной системы человека интерпретации двух и более различных форм изображения.
Имеются знаменитые рисунки, вызывающие феномен мультиустойчивого восприятия. Мультиустойчивое восприятие — это возможность воспринимать одно изображение устойчиво в нескольких смыслах. Классическими примерами служат кролик-утка и ваза Рубина. Двойственные изображения важны в области психологии, поскольку часто являются инструментом исследования в экспериментах. 
Существуют различные свидетельства о возможности представить двойственные изображения в уме, но большинство исследователей следуют теории, что такие изображения в уме правильно представить невозможно.

## Распознавание и выделение двойственных изображений
Средний уровень распознавания — это стадия обработки изображения, комбинирующая основные элементы сцены в отдельные распознаваемые группы объектов. Эта стадия предшествует высокому уровню распознавания (понимания сцены) и следует за предварительной обработкой (выделение элементов изображения). При распознавании изображений средний уровень распознавания используется для классификации объектов, которые мы видим. Высокий уровень распознавания используется, когда нужно классифицированные объекты распознать как специфичные члены группы. Например, на стадии среднеуровнего распознавания мы различаем лицо, а уже на стадии высокого уровня распознаём, что это лицо знакомого человека. Среднеуровневая стадия и высокоуровневая стадия распознавания являются ключевыми звеньями для понимания реального мира, который заполнен двойственными зрительными образами.

## Восприятие изображения на среднем уровне распознавания
Когда мы видим изображение, первое, что мы делаем — это попытка собрать все части сцены в различные группы. Чтобы это сделать, нужно использовать базовые методы распознавания краёв. Края могут включать очевидные элементы восприятия, такие как края дома, и могут включать другие элементы, которые мозг должен обработать глубже, такие как края отдельных элементов лица. При поиске краёв зрительная система мозга распознаёт контрастные точки изображения. Способность распознавания краёв объекта содействует распознаванию объекта. В двойственных изображениях распознавание краёв остаётся естественным для восприятия изображения. Однако мозг подвергает изображение более детальному анализу для преодоления двойственности. Например, представим рисунок, в котором происходит изменение освещённости объекта и фона в противоположных направлениях (например, сверху вниз фон меняется с чёрного на белый, а цвет объекта меняется с белого на чёрный). Противоположность градиентов освещённости в конечном счёте приведёт к точке, где освещённости объекта и фона будут одинаковы. В этой точке нет видимого края изображения. Чтобы это учитывать, зрительная система соединяет изображение как целое, а не набор краёв, что позволяет видеть объект, а не набор краёв. Хотя нет полного образа увиденного, мозг способен дополнить этот образ, исходя из понимания физического мира и реального освещения.
В двойственных изображениях иллюзия часто возникает из-за иллюзорных контуров. Иллюзорный контур является воспринимаемым контуром без присутствия его в виде физического градиента. В примерах, где светлая фигура закрывает чёрные объекты на белом фоне, белая фигура кажется более яркой, чем фон, и края этой фигуры создают иллюзорный контур. Эти иллюзорные контуры обрабатываются мозгом аналогично реальным контурам. Зрительная система достигает этого путём умозаключения, исходя из полученной информации тем же путём, как она делает это, исходя из степени освещённости.

## Правила группировки образа
Во время среднеуровневого распознавания зрительная система использует набор эвристических методов, называемых правилами группировки образа, чтобы быстро распознать базовые объекты восприятия. Это позволяет быстро и просто воспринимать образы путём рассмотрения эталонных образцов и знакомых образов вместо медленного процесса распознавания каждой части группы. Это помогает разрешить двойственность изображений, поскольку зрительная система принимает небольшие отклонения от образца и остаётся в силе осознать образец как целое. Правила группировки образа являются результатом опыта зрительной системы. Когда образец распознаётся часто, он сохраняется в памяти и может быть распознан снова без изучения объекта заново. Например, когда мы смотрим на шахматную доску, мы распознаём эталонный образец шахматной доски, а не набор квадратов с поочерёдным изменением цвета.

### Хорошее продолжение
Принцип хорошего продолжения даёт зрительной системе базис распознавания продолжающихся краёв. Это означает, что в случае, когда распознаётся линия, имеется тенденция продолжить её в одном направлении. Это позволяет зрительной системе распознавать края сложных изображений путём определения, в какой точке линии пересекутся. Например, две прямые пересекающиеся прямые в букве «X» воспринимаются как две прямые, проходящие диагонально, в то время как две прямые в букве «V» воспринимаются как изменение направления линии. Примером двойственного изображения может быть две кривые, пересекающиеся в точке. Это соединение кривых может восприниматься как пересечение в букве «X», а не поворот кривых в точке соприкосновения. Иллюзия хорошего продолжения часто используется фокусниками для обмана зрителей.

### Похожесть
Правило похожести утверждает, что изображения, похожие друг на друга, можно сгруппировать вместе как объекты одного типа, либо как части одного объекта. Поэтому, чем более похожи изображения или объекты, тем наиболее вероятно они будут сгруппированы вместе. Например, два квадрата среди множества окружностей будут сгруппированы вместе. Они могут различаться по цвету, размеру, ориентации или по другим признакам, но, в конечном счёте, будут сгруппированы.

### Близость, общие области и связанность
Свойством группировки объектов по признаку близости является пространственное расстояние между двумя объектами. Чем ближе объекты, тем более вероятно, что они принадлежат одной группе. Такое восприятие может оказаться двойственным без ощущения двойственности воспринимающим лицом.
Объекты, занимающие общую область в изображении, скорее всего, принадлежат одной группе. Эта общая область может занимать единственное пространственное место, и объекты могут занимать различные области вне группы. Объекты могут быть близкими, но восприниматься как принадлежащие разным группам под действием различных визуальных средств, таких как порог цвета, разделяющего два объекта.
Кроме того, объекты могут быть визуально соединены, например линиями, идущими из каждого объекта. Эти похожие, но иерархические правила предполагают, что некоторые правила группировки образов могут перекрывать другие правила.

## Сегментация структуры и фон
Зрительная система может помочь себе в разрешении двойственности путём распознавания текстуры изображения. Это осуществляется путём применения нескольких правил группировки. Текстура может дать информацию, помогающую различить целые объекты и смена текстуры в изображении показывает, какие различные объекты могут быть частью той же группы. Правила сегментации текстуры часто взаимодействуют и дополняют друг друга и изучение текстуры может дать информацию о слоях изображения, различить фон, передний план и объект.

### Размер и окружение
Если область текстуры полностью окружает другую область текстуры, скорее всего, это фон. Кроме того, малые области текстуры в изображении, скорее всего, принадлежат рисунку.

### Параллельность и симметрия
Параллельность является другим способом снятия неоднозначности фигуры в изображении. Ориентация контуров различных текстур в изображении может определять, какие объекты группируются. В общем случае параллельные контуры считаются членами того же объекта или группы объектов. Подобным же образом симметрия контуров может также определять фигуру на изображении.

### Экстремальная граница и относительное движение
Экстремальная граница — это изменения в текстуре, которые создают впечатление, что объект находится перед или за другим объектом. Это может быть следствием эффекта тени, который даёт видимость глубины. Некоторые эффекты экстремальной границы могут разрушить сегментацию. Воспринимаемая граница может также содействовать в различении объектов путём обследования вызванных движением изменений в текстуре относительно границы.

#### Использование двойственных изображений для сокрытия в реальном мире: камуфляж
В природе организмы используют камуфляж для спасения от хищников. Это достигается путём создания двойственной сегментации структуры путём имитации окружающего пространства. Без способности получить заметную разницу в текстуре и позиции хищник не в состоянии видеть свою жертву.

## Окклюзия
Многие двойственные изображения получаются путём некоторой окклюзии, в которой текстура объекта неожиданно прекращается. Окклюзия — это зрительное восприятие объекта, который находится перед другим объектом или позади него, что даёт информацию о порядке уровней текстуры. Иллюзия окклюзии наблюдается в эффекте иллюзорных контуров, когда окклюзия воспринимается, даже когда она не существует. Здесь двойственное изображение воспринимается как реализация окклюзии. Когда объект закрывается (другим объектом), зрительная система имеет информацию только о видимых частях объекта, так что остальная обработка должна быть глубже и должна опираться на память.

## Случайная точка зрения
Случайная точка зрения — это отдельная позиция, в которой воспроизводится двойственность изображения. Случайная точка зрения не даёт достаточно информации, что за объект представлен на изображении. Часто такое изображение воспринимается неверно и даёт иллюзию, отличающуюся от реальности. Например, изображение может быть разбито пополам, и верхняя половина увеличена и расположена дальше от наблюдателя в пространстве. Изображение при этом воспринимается как единое целое только с одной точки, хотя в действительности оно представляет две совершенно разные половинки объекта. Уличные художники часто используют трюк с точкой просмотра для создания плоских сцен на земле, которые выглядят как трёхмерные.

## Распознавание объекта на высокоуровневом этапе
Следующим этапом после простого восприятия объекта является распознавание объекта. Распознавание объекта играет решающую роль в разрешении двойственных изображений и опирается существенным образом на память и предварительные знания. Чтобы распознать объект, зрительная система находит знакомые компоненты и сравнивает воспринимаемый объект с представлением объекта в памяти. Это можно сделать, используя различные шаблоны объекта, такие как «собака» для представления собак вообще. Метод шаблонов не всегда успешен, поскольку члены группы могут существенно визуально отличаться друг от друга и могут выглядеть существенно различными, если смотреть под разными углами. Чтобы учитывать проблему угла зрения, зрительная система определяет знакомые компоненты объекта в 3-мерном пространстве. Если компоненты воспринимаемого объекта находятся в той же позиции и ориентации, что и объект в памяти, распознавание возможно. Исследования показали, что люди, более креативные в своём воображении, лучше воспринимают двойственные изображения. Это может быть следствием способности быстрого распознавания шаблонов в изображении. Когда представляется в памяти ментальный образ двойственного изображения таким же образом, что и нормальное изображение, определяется каждая часть и затем вставляется в ментальный образ. Чем сложнее сцена, тем дольше идёт процесс определения части и добавления в изображение.
Фигуры, нарисованные без намёка на глубину, могут стать неоднозначными. Классическим примером этого феномена служат куб Неккера и ромбическая мозаика (видимая как изометрический рисунок кубов).

### Использование памяти и недавнего опыта
Наша память имеет большое воздействие на распознавание двойственного изображения, так как это помогает зрительной системе идентифицировать и распознать объекты без необходимости анализировать и категоризировать их повторно. Без участия памяти и предварительного знания изображение с несколькими группами похожих предметов будет трудно воспринимать. Любой объект может иметь двойственное представление и может быть ошибочно отнесён к неверной группе. Таким образом, для правильного восприятия необходим предварительный опыт. Были проведены исследования с помощью психологического теста «Greebles», чтобы показать роль памяти в распознавании объектов. Предварительная подготовка испытуемых путём показа похожих объектов имела большой эффект на ускорение разрешения неоднозначности.

## Нарушения восприятия
Прозопагнозия — это болезнь, которая приводит к невозможности распознавать лица. Зрительная система проходит средний уровень распознавания и выделяет лицо как объект, но высокоуровневое распознавание отказывает идентифицировать, кому это лицо принадлежит. В этом случае зрительная система распознаёт двойственный объект (лицо), но не в состоянии разрешить двойственность с помощью памяти.